# Buckupiella imperatriz
Genre
Espèce
Buckupiella imperatriz, unique représentant du genre Buckupiella, est une espèce d'araignées aranéomorphes de la famille des Anyphaenidae.

## Distribution
Cette espèce se rencontre au Brésil et en Argentine.

## Description
Le mâle holotype mesure 4,20 mm et la femelle paratype 4,30 mm.

## Étymologie
Son nom d'espèce lui a été donné en référence au lieu de sa découverte, Santo Amaro da Imperatriz.
Ce genre est nommé en l'honneur d'Erica Helena Buckup.

## Publication originale
- Brescovit, 1997 : Revisão de Anyphaeninae Bertkau a nivel de gêneros na região Neotropical (Araneae, Anyphaenidae). Revista Brasileira de Zoologia, vol. 13, Suppl. 1, p. 1-187 (texte intégral).